# MHB8080A

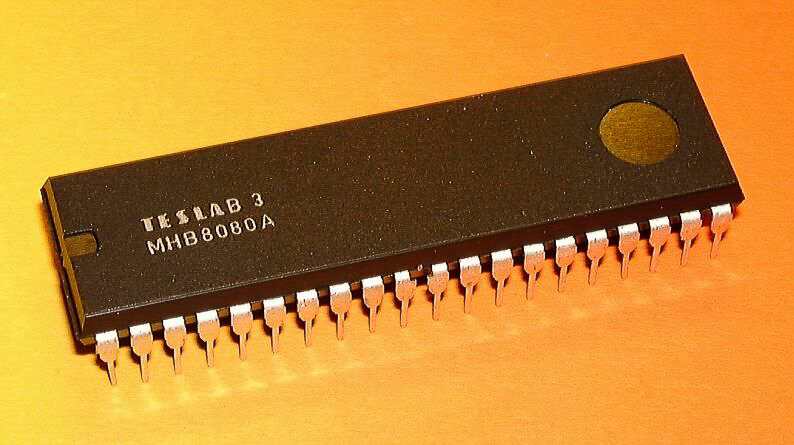
MHB8080A (zivil)

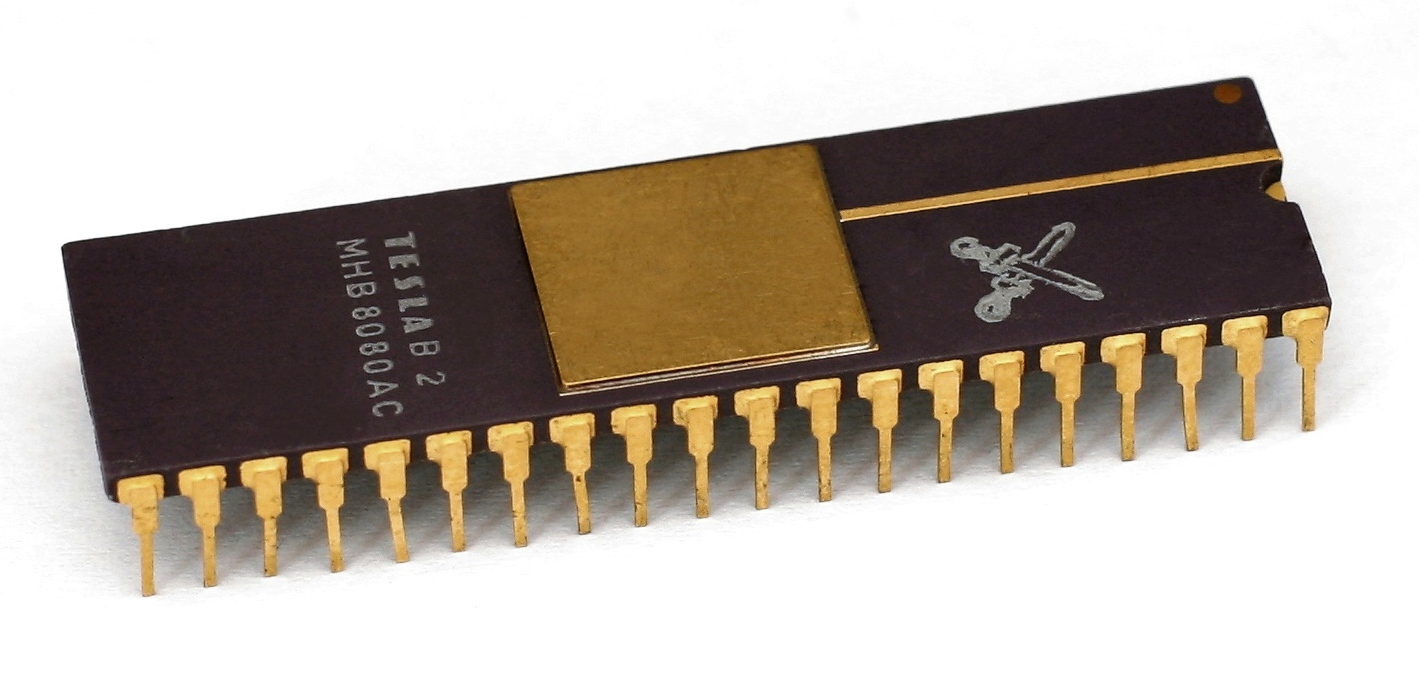
MHB8080A (militärisch)

Der MHB8080A ist ein in der Tschechoslowakei produzierter 8-Bit-Mikroprozessor, der einen identischen und nicht lizenzierten Nachbau des Intel 8080 aus der Zeit des Kalten Krieges darstellt. Der Prozessor wurde von Anfang der 1980er-Jahre bis Anfang der 1990er-Jahre von der Firma Tesla a.s. mit Sitz in Prag produziert.
Prozessoren zum zivilen Gebrauch waren lediglich mit dem Schriftzug "TESLA" versehen, wohingegen militärisch genutzte zusätzlich das Abbild gekreutzer Schwerter trugen.

## Computer, die den MHB8080A verwenden (Auswahl)
- PMD 85 (1985–1989)
- IQ 151 (1985–1989)
- MAŤO (1988–1992)